# Нуль функції
В математиці області визначення в яких функція приймає нульове значення. Наприклад, для функції ƒ заданої формулою
{\displaystyle f(x)=x^{2}-6x+9\,.}
x = 3 є коренем, оскільки
{\displaystyle f(3)=3^{2}-6(3)+9=0.\ }
Поняття кореня можна розглядати для будь-яких функцій, множина значень яких містить нульовий елемент (чи є підмножиною математичної структури, що містить такий елемент), зокрема, для дійсних функції дійсних змінних, функцій комплексної змінної, ...
Для функції {\displaystyle f:R\to R\,} коренями є значення в яких графік функції перетинає вісь X.
Знаходження коренів функції часто вимагає використання числових методів (на приклад, метод Ньютона, градієнтний метод). Задача знаходження коренів квадратного рівняння призвела до появи поняття комплексних чисел.

## Нулі многочлена
Основна теорема алгебри стверджує, що кожен многочлен степеня n має n комплексних коренів враховуючи їхню кратність. Комплексні (не дійсні) корені завжди входять спряженими парами. Кожен многочлен непарного степеня має принаймні один дійсний корінь. Зв'язок між коренями многочлена та його коефіцієнтами встановлює теорема Вієта.
Однією з нерозв'язаних математичних проблем є знаходження нулів дзета-функції Рімана.